# Stazione di Ponte San Marco-Calcinato
La stazione di Ponte San Marco-Calcinato è una fermata ferroviaria della linea Milano-Venezia, a servizio del comune di Calcinato e della sua frazione Ponte San Marco, presso la quale è ubicato l'impianto.

## Storia
Fu aperta al servizio pubblico il 22 aprile 1854 assieme al tronco Coccaglio-Brescia-Verona con la denominazione di Ponte San Marco.
Dal 1º febbraio 1926 assunse la nuova denominazione di Ponte San Marco-Calcinato.

## Strutture e impianti
Il piazzale è composto dai due binari di corsa della linea ferroviaria, entrambi serviti da due banchine collegate fra loro da un sottopassaggio.

## Movimento
La fermata è servita da due coppie di treni regionali Trenitalia Brescia-Venezia Santa Lucia, che si effettuano nei giorni feriali, e da una corsa Brescia-Verona Porta Nuova, effettuata da Trenord  nei giorni festivi.

## Servizi
- Biglietteria automatica
- Sala d'attesa